# Nigella elata
Nigella elata är en ranunkelväxtart som beskrevs av Pierre Edmond Boissier. Nigella elata ingår i släktet nigellor, och familjen ranunkelväxter. Inga underarter finns listade i Catalogue of Life.